# Berbervarangy
A berbervarangy (Amietophrynus mauritanicus) a varangyfélék (Bufonidae) családjának Amietophrynus nemébe tartozó faj.

## Előfordulása
Észak-Afrika és Dél-Spanyolország mocsaraiban és erdeiben honos.

## Szaporodása
A nőstény 5000–10 000 petét rak.